# 408 TCN
408 TCN là một năm trong lịch La Mã.